# De zonderlinge tovenaar
De zonderlinge tovenaar is het drieëntwintigste verhaal uit de reeks Dag en Heidi.  Het werd in 1985 uitgegeven door de Standaard Uitgeverij als dertiende album uit een reeks van zestien. 

## Personages
- Dag
- Heidi
- Benn
- Gaspar de tovenaar
- Sven

## Verhaal
Dag doet de laatste tijd vervelend tegen Heidi. Als Benn Dag komt meevragen om naar het circus te gaan, wil Dag niet dat Heidi met hun meegaat. Tante Karin troost Heidi door haar te beloven dat ze later wel met haar naar het circus zal gaan. Dag en Benn trekken met zijn tweetjes naar het circus waar veel volk op is afgekomen. 
Na een nummer met paarden en een vuurspuwer, krijgen de circusbezoekers tovenaar Gaspar voorgeschoteld. Hij toont trucs waarbij hij vogels, tijgers en zijn bevallige assistente laat verdwijnen en weer verschijnen. Als hij dan iemand uit het publiek vraagt om de verdwijntruc op toe te passen, twijfelt Dag of hij het zou doen. De tovenaar merkt Dags aarzeling en laat hem de ring betreden. Dag neemt plaats in het houten hok. Plots voelt hij de vloer wegtrekken en valt in een diepe kuil. Hij verliest het bewustzijn, maar kan nog net voelen dat iemand hem optilt. De tovenaar spreekt een toverspreuk uit waardoor het publiek in slaap valt.
Als hij het publiek weer laat ontwaken, wordt er aangekondigd dat de show is afgelopen. Benn denkt dat Dag een snoepje is gaan halen. Maar als hij Dag niet weer vindt, denkt hij dat zijn vriend al naar huis is gegaan. Wat hij niet weet is dat Dag gevangen zit in een woonwagen bij twee ruige kerels. 's Avonds krijgt Benn bezoek van Heidi die komt vragen of hij misschien weet waar Dag is omdat die nog steeds niet is thuisgekomen. Benn gaat met Heidi mee een kijkje nemen in het circus. Ze zien hoe een sterke kerel Dag opsluit in een kooi. Ze willen Dah bevrijden, maar moeten op de vlucht voor de circusmensen.
Benn en Heidi hebben versterking gehaald door hun ouders, Inga en nog enkele buren op te trommelen. Als het hele gezelschap op de plaats waar het circus zijn tenten heeft opgeslagen, vinden ze enkel een lege plek. Het circus blijkt vertrokken te zijn. Sven en de vader van Benn besluiten om samen met Heidi en Benn de volgende dag met paarden de achtervolging in te zetten. Het wordt een vermoeiende tocht waarbij een van hun paarden sneuvelt door toedoen van een heks. Ze vinden in een herberg echter ook bondgenoten. Ze horen van enkele mannen dat in het dorpje reeds drie jongens zijn verdwenen. Het gezelschap van Sven besluit de krachten te bundelen met deze mannen en gaan de volgende dag op weg naar het circus. 
Als het gezelschap het circus heeft gevonden, heeft Dag zoals elke ochtend een drankje gekregen. Heidi vindt Dag maar ziet het effect van het drankje: haar broer verandert in een wilde tijger. Er ontstaat een heus gevecht tussen het gezelschap van Sven en de circusmensen. De tovenaar wil tussenbeide komen wanneer Heidi en Benn de andere jongens willen bevrijden. Sven komt echter te hulp. Als Heidi hem dan vraagt waarom hij haar broer heeft betoverd, vertelt Gaspar berouwvol zijn hele verhaal. Hij had vroeger een zoon met rood haar. Iedereen dreef de spot met hem. Op een dag had de jongen genoeg van de pesterijen en wandelde de kooi binnen van een gevaarlijke tijger, hetgeen zijn dood betekende. Woedend van verdriet stapte Gaspar naar een heks toe en vroeg haar om hem toverkracht te geven in ruil voor veel geld om zijn zoon te kunnen wreken. Hij wou alle jongens in tijgers veranderen.
De tovenaar spreekt nog ene laatste toverspreuk uit, waarna hij en het hele circus en alle circusmensen verdwijnen. De betovering is verbroken waardoor ook Dag en de andere jongens niet langer tijgers meer zijn. Heidi en Dag vallen elkaar dolgelukkig in de armen.